# Serviço Social da Indústria (pallavolo femminile)
Il Serviço Social da Indústria SP, conosciuto anche come SESI o SESI-SP, è una società pallavolistica brasiliana, con sede a San Paolo.

## Storia
Il Serviço Social da Indústria SP nasce nell'estate del 2011, in seguito al desiderio di espandere il club che ha seguito alla vittoria della Superliga della formazione maschile. Il primo torneo a cui prende parte è il Campionato Paulista, chiuso al terzo posto. Nel 2012 vince il primo trofeo della sua storia, la Coppa San Paolo, mentre nella stagione 2013-14, dopo aver raggiunto le finali del Campionato paulista e della Coppa del Brasile, entrambe perse contro l'Osasco Voleibol Clube, si aggiudica il Campionato sudamericano per club.

## Rosa 2013-2014
| N° | Nome                  | Ruolo | Data di nascita  | Nazionalità sportiva |
| -- | --------------------- | ----- | ---------------- | -------------------- |
| -  | Talmo de Oliveira     | All   | 10 ottobre 1969  | Brasile              |
| 1  | Fabiana Claudino      | C     | 24 gennaio 1985  | Brasile              |
| 2  | Mariele Camargo       | S/O   | 12 giugno 1993   | Brasile              |
| 3  | Danielle Lins         | P     | 5 gennaio 1985   | Brasile              |
| 4  | Suelle Oliveira       | S     | 20 aprile 1987   | Brasile              |
| 5  | Alessandra dos Santos | S/O   | 13 aprile 1988   | Brasile              |
| 6  | Bárbara Bruch         | C     | 28 maggio 1987   | Brasile              |
| 7  | Priscila Daroit       | S     | 10 agosto 1988   | Brasile              |
| 8  | Suelen Pinto          | L     | 4 ottobre 1987   | Brasile              |
| 9  | Ana Clara Saldanha    | P     | 24 gennaio 1985  | Brasile              |
| 10 | Mariana Cassemiro     | S     | 27 marzo 1987    | Brasile              |
| 11 | Ivna Marra            | S/O   | 25 gennaio 1990  | Brasile              |
| 12 | Carolina Albuquerque  | P     | 25 luglio 1977   | Brasile              |
| 13 | Francynne Jacintho    | C     | 16 luglio 1992   | Brasile              |
| 14 | Dayse Figueiredo      | S     | 27 giugno 1984   | Brasile              |
| 17 | Juliana Costa         | S     | 5 settembre 1982 | Brasile              |
| 18 | Juliana Filippelli    | L     | 18 maggio 1994   | Brasile              |
| 19 | Stephanie Corrêa      | C     | 15 luglio 1994   | Brasile              |
| 20 | Ana Beatriz Corrêa    | C     | 7 febbraio 1992  | Brasile              |

## Palmarès
- Campionato sudamericano per club: 1

2014
- Coppa San Paolo: 1

2012